# Wietnamskie nazwiska
Nazwisko wietnamskie składa się z trzech członów: nazwiska rodowego, drugiego imienia (czasem podwójnego) i pierwszego imienia, zapisanych dokładnie w tej kolejności. Forma zapisu jest więc identyczna z przyjętą w Azji Wschodniej, w Chinach, Korei czy Japonii. Ponieważ około połowa populacji nosi nazwisko Nguyễn lub Trần, Wietnamczycy zwracają się do siebie, używając jedynie pierwszego imienia bądź używając obu imion jednocześnie, np.
Przykład: Đào Thiên Hải
„Đào” – nazwisko
„Thiên” – drugie imię
„Hải” – pierwsze imię
Forma zwrotu: „panie Hải” bądź „panie Thiên Hải”, ale nie „panie Đào”.
Kobiety tradycyjnie mają dodane po nazwisku „Thị”. Osoba nosząca przykładowe nazwisko „Nguyễn Thị Xuân Giang” jest „panią Xuân Giang”, co można przetłumaczyć jako „pani Wiosenna Rzeczka”. Najczęściej inni zwracają się do niej „pani Giang” (czyt. dzang). Po 1945 roku tradycja dodawania „Thị” po nazwisku jest coraz częściej porzucana.
Nazwisko rodowe jest nazwiskiem patronimicznym, czyli utworzone jest na podstawie imienia ojca. W kulturze wietnamskiej kobiety prawie zawsze zachowują swoje nazwisko rodowe po wstąpieniu w związek małżeński. Niektórzy Wietnamczycy używają podwójnego nazwiska rodowego, zarówno ojca, jak i matki, np. Nguyễn Phạm lub Nguyễn Lê.
Najpopularniejsze nazwiska w Wietnamie:
1. Nguyễn (38.4%)
2. Trần (11%)
3. Lê (9.5%)
4. Phạm (7.1%)
5. Huỳnh/Hoàng (5.1%)
6. Phan (4.5%)
7. Vũ/Võ (3.9%)
8. Đặng(2.1%)
9. Bùi (2%)
10. Đỗ (1.4%)
11. Hồ (1.3%)
12. Ngô (1.3%)
13. Dương (1%)
14. Lý (0.5%)